# Monumentul Topogeodezilor Militari din București
Monumentul Topogeodezilor Militari din București a fost inaugurat la data de 16 noiembrie 2009, cu ocazia aniversării a 150 de ani de la înființarea Serviciului Topografic Român Militar, ale cărui tradiții le continuă Direcția Topografică Militară. Monumentul este opera artistului buzoian Valentin Tănase.

## Amplasare
Monumentul se află în incinta Direcției Topografice Militare din Bulevardul Ion Mihalache nr. 124-126, sectorul 6, București și este amplasat cu fața spre bulevard, la cca. 6-8 m de acesta.

## Descriere
Pe un soclu de formă paralelipipedică, înalt de cca. 0,7 m, realizat din beton armat, placat cu marmură albă și pe care este săpată inscripția:
| MONUMENTUL TOPOGEODEZILOR MILITARI |

se află statuia din marmură, în mărime naturală, a unui ofițer topogeodez care sprijină cu mâna stângă un teodolit amplasat pe un trepied. În plan secund este reprezentat globul pământesc, pe care sunt figurate meridianele și paralelele, înconjurat de elemente decorative.

## Legături externe
- Aspecte de la dezvelirea Monumentului Topogeodezilor Militari - www.mapn.ro, galerie foto
- Ceremonial de decorare a Direcției Topografice Militare - www.youtube.com, video 1' 59"